# Chauvigné
Chauvigné (tiếng Breton: Kelvinieg, Gallo: Chauveinyaé) là một xã của tỉnh Ille-et-Vilaine, thuộc vùng Bretagne, miền tây bắc nước Pháp.